# Ткебучава, Илларион Петрович
Илларион Петрович Ткебучава (1919 год, село Ахалсопели, Сенакский уезд, Кутаисская губерния, Грузинская демократическая республика — неизвестно, село Ахалсопели, Цхакаевский район, Грузинская ССР) — бригадир колхоза имени Сталина Ахалсопельского сельсовета Цхакаевского района, Грузинская ССР. Герой Социалистического Труда (1948).

## Биография
Родился в 1919 году в крестьянской семье в селе Ахалсопели Сенакского уезда (сегодня — Сенакский муниципалитет). Окончил местную начальную школу. Трудился в личном сельском хозяйстве. Участвовал в Великой Отечественной войне. После демобилизации возвратился на родину, где трудился бригадиром в колхозе имени Сталина Цхакаевского района.
В 1947 году бригада под его руководством собрала в среднем с каждого гектара по 78,78 центнера кукурузы на участке площадью 6,1 гектара. Указом Президиума Верховного Совета СССР от 21 февраля 1948 года удостоен звания Героя Социалистического Труда за «получение высоких урожаев кукурузы и пшеницы в 1947 году» с вручением ордена Ленина и золотой медали «Серп и Молот» (№ 869).
Этим же Указом званием Героя Социалистического Труда были награждены труженики колхоза имени Сталина бригадир звеньевые Валериан Артемьевич Бахтадзе и Силован Акакиевич Давитая.
Проживал в родном селе Ахалсопели Цхакаевского района. Дата его смерти не установлена (после 1985 года).

## Награды
- Герой Социалистического Труда
- Орден Ленина
- Орден Отечественной войны 1 степени (11.03.1985)